# Maud Legrand
Pour les articles homonymes, voir Legrand.
Maud Legrand est une illustratrice de livres jeunesse née en 1976 et originaire de la vallée de Chevreuse.

## Biographie
Maud Legrand grandit dans la vallée de Chevreuse. Après un baccalauréat en arts appliqués, elle intègre l'école supérieure des arts décoratifs de Strasbourg où elle passe par l'atelier d'illustration de Claude Lapointe. Auparavant, elle suit un atelier préparatoire, Clouet, à Paris. Elle passe dix ans à Strasbourg ; elle emploie un style graphique « pas très réaliste ». Installée à Nantes depuis 2007, elle devient illustratrice jeunesse dans l'édition et la presse. À partir de 2009, elle est membre de l'atelier La Baie Noire à Nantes.
En 2004, elle illustre un recueil de poèmes, Parfois, de Jean-Claude Touzeil. En 2007, elle illustre : Lettres d'amour à des petites chipies, sur des textes de Dominique Brisson, chez les éditions du Baron perché. D'autres livres suivent, comme des ouvrages écrits par Nadine Brun-Cosme pour Père Castor. En 2012, pour le Centre Paul Strauss, elle participe avec Sylvain Dorange à un dessin animé de neuf minutes « destiné à présenter la radiothérapie aux enfants devant suivre un tel traitement » : Dis, c'est quoi la radiothérapie ?. Pour les éditions Bayard Presse, elle dessine plusieurs créations religieuses, comme Les plus belles prières des saints (2006), Les Amis de Jésus, écrit par Alexandra Garibal, Les Deux Maisons de Petit Blaireau de Marie-Hélène Delval...
Maud Legrand exerce ses activités dans d'autres domaines, comme des livres-CD pour les petits avec Les bébés braques et un livre-puzzle sur le cirque. En parallèle de son métier d'illustratrice, elle intervient dans des écoles. Les livres sonores Mon arche de Noé sonore et Les Rois mages (écrits par Emmanuelle Rémond-Dalyac) sont, eux, publiés par Salvator famille.
En 2018, à la demande de Virginie Le Pape, elle illustre Petit mais costaud, un livre autoédité par une association de parents d’enfants prématurés et écrit avec l'aide d'une équipe médicale du CHU de Saint-Brieuc. La même année, elle signe L'École maternelle, écrit par Mariette Nodet,. Maud Legrand collabore aussi avec Les 400 coups : en 2019, sur des textes d'Isabelle Jameson, elle livre Comment on fait les bébés ?.

## Œuvres notables
ouvrages
- Parfois[17], poèmes de Jean-Claude Touzeil, L'Idée bleue, 2004  (ISBN 2-84031-170-4)
- Lettres d'amour à des petites chipies[2], textes de Dominique Brisson, éditions du Baron perché, 2007  (ISBN 978-2-35131-045-8)
- 1, 2, 3 en haut en bas[18], texte de Nadine Brun-Cosme, Père Castor-Flammarion, 2008  (ISBN 978-2-08-120586-4).
- Coucou, c'est moi[2], texte de Nadine Brun-Cosme, Père Castor-Flammarion, 2009  (ISBN 978-2-08-122249-6)
- Plus fort[19], texte de Corinne Dreyfuss, Actes Sud junior, 2009  (ISBN 978-2-7427-7978-9)
- J'aime la galette, textes d'Orianne Lallemand, Casterman, coll. Mes comptines en or, 2016  (ISBN 978-2-203-10198-2)
- Petit mais costaud : l'histoire de mon incroyable naissance[11],[20], textes de Virginie Le Pape, Association BéBés en avance, 2017  (ISBN 979-10-699-1279-3)
- Les Bateaux[21], texte de Stéphane Frattini, Glénat jeunesse, 2018  (ISBN 978-2-344-02328-0)
- L'École maternelle, de Mariette Nodet, Glénat jeunesse, 2018  (ISBN 978-2-344-02832-2)
- Aux sports d'hiver[22], de Stéphane Frattini, Glénat jeunesse, 2018
- Comment on fait les bébés ?, textes d'Isabelle Jameson, Les 400 coups, coll. Grimace, 2019  (ISBN 978-2-89540-782-9)
- Cet enfant que j'aime infiniment[23],[24], texte de Capucine Lewalle, Casterman, coll. Casterminouche, 2020

dessin animé
- Dis, c'est quoi la radiothérapie ?, avec Sylvain Dorange, Centre Paul Strauss, 2012